# Deise Jurdelina de Castro
Deise Jurdelina de Castro Freire (São Paulo, 18 de setembro de 1933) é uma ex-atleta brasileira. Foi velocista e praticante de salto em altura. Representou o Brasil nos Jogos Olímpicos de Verão de 1952. Foi medalhista nos Jogos Pan-Americanos de 1955.

## Biografia
Começou a praticar atletismo por influência da professora de Educação Física. Aos 14 anos, bateu o recorde brasileiro e sul-americano dos 200 metros rasos. Em 1951, foi recordista brasileira no salto em altura. Foi vencedora nos 200 metros durante o Campeonato Sul-Americano de 1952, quando os árbitros tiveram que esperar as fotografias para declarar a vitória contra a chilena Adriana Millard. Ainda conseguiu o segundo lugar no salto em altura.
Participou dos Jogos Olímpicos de Verão de 1952, em Helsinque. Nos 200 metros rasos, acabou sendo eliminada ainda na primeira bateria. Também competiu no salto em altura.
Em 1953, melhorou o recorde nacional do salto em altura. Foi ainda campeã brasileira no salto em altura e nos 100 metros rasos.
Deise repetiu o desempenho nos 200 metros no Campeonato Sul-Americano de Atletismo de 1954, quando se sagrou vencedora. Ficou ainda em terceiro no salto em altura e em segundo no salto em distância e nos 100 metros.
Participou dos Jogos Pan-Americanos de 1955, na Cidade do México. Levou a medalha de prata no salto em altura.
Também foi medalhista de prata no salto em altura durante o Campeonato Sul-Americano de Atletismo de 1958. Competiu até o início da década de 1960. Em sua carreira, correu pelos clubes Floresta, Palmeiras e São Paulo.
Após encerrar a carreira de atleta, cursou Gastronomia, tendo sido proprietária de um buffet.  Também atuou como conselheira da Saúde, do Meio Ambiente e da Saúde do Negro, na regional Jabaquara, em São Paulo.
Foi membro do Partido do Movimento Democrático Brasileiro, tendo sido candidata a vereadora no município de São Paulo na eleição de 2000 com o nome de urna "Deise Atleta do Século". Recebeu 432 votos.